# Naturschutzgebiet Alepu

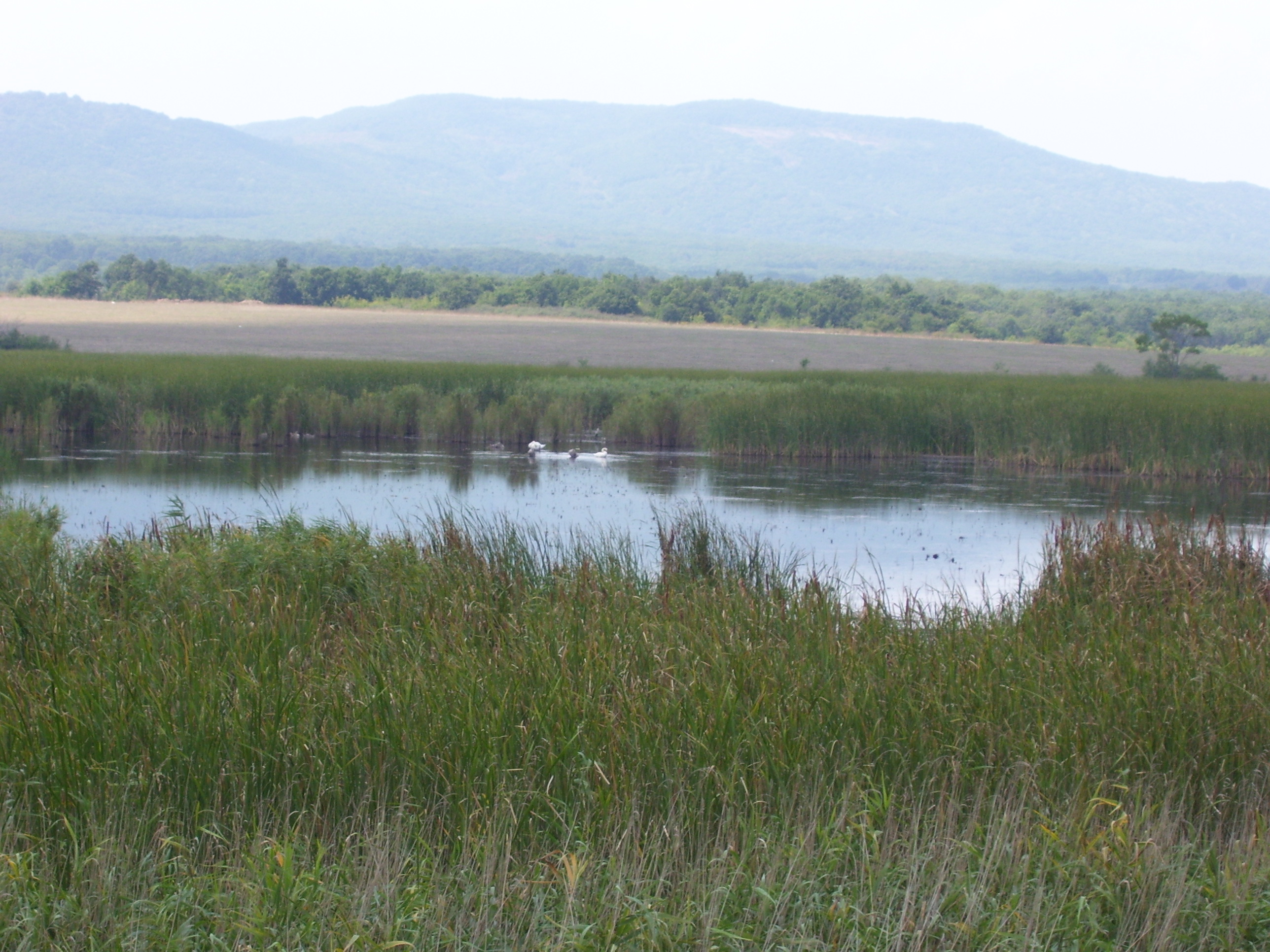
Teil des Naturschutzgebietes Alepu

Das Naturschutzgebiet Alepu (bulgarisch Алепу) umfasst die gleichnamige Lagune und ihr Umland (Marschgebiet) sowie die Sanddünen an der unmittelbaren Schwarzmeerküste. Es befindet sich ca. 6,5 km südlich von Sosopol, in der Nähe des Urlaubsresorts Djuni.
1986 wurde der See zum Naturschutzgebiet erklärt und wurde in der Ramsar-Liste als Teil des Naturschutzkomplexes Ropotamo aufgenommen. Das Naturschutzgebiet nimmt eine Fläche von insgesamt 166,7 ha ein.